# Simon van Trirum
Simon van Trirum (Rotterdam, 9 mei 1922 – Amstelveen, 8 januari 1992) was een Nederlandse tenor.

## Loopbaan
Van Trirum studeerde bij onder andere Arnold van Mill in Antwerpen, J. Muus in Rotterdam en Agnes de Bruin aan het Rotterdams Conservatorium. deed in augustus 1953 auditie bij Cor Wijgers voor de Haagse Operette Zangers en kreeg een engagement. Hij ging vervolgens een jaar lang op tournee door Nederland om opera’s en operettes voor de militairen te zingen. Ook Lex Goudsmit is in dezelfde tijd aan dit gezelschap verbonden.
In 1954 zong hij tijdens het Holland Festival de rol van Strafgevangene in Aus einem Totenhaus van Leoš Janáček. Hij kreeg hiervoor goede kritieken: in het Parool van 13 juli 1954 staat als recensie: "Bijzondere indruk maakte ook Simon van Trirum (als gast) in de rol van een strafgevangene."
Een week na zijn optreden in Aus einem Totenhaus bood de Koninklijke Vlaamse Opera in Antwerpen Van Trirum een contract aan. Hij debuteerde in België in oktober 1954 met de eerste tenorpartij in Borodin’s Prins Igor. In de loop van de vier jaar die hij aan de Koninklijke Vlaamse Opera verbonden was zong hij vele rollen. Aan de Antwerpse tijd kwam een einde toen bijna het voltallige operapersoneel in 1958 op straat werd gezet door de nieuw benoemde leiding. De Koninklijke Opera van Gent bood Van Trirum een contract aan. Hij accepteerde en was van september 1958 tot april 1960 verbonden aan de Koninklijke Opera te Gent.
In 1960 kreeg Van Trirum een engagement als tenor bij de Stichting Nederlandse Opera. Hij was verbonden aan De Nederlandse Opera tot 1975 en zong in die periode bij ruim vijftig verschillende producties als solist. Hij zong onder andere in mei 1965 de rol van priester in de Zauberflöte van Mozart met Cristina Deutekom als Koningin van de nacht.
- Gemeinsame Normdatei: 135915783
- International Standard Name Identifier: 0000 0000 5775 2714
- Virtual International Authority File: 80350721
- WorldCat: E39PBJhMpJtdPwq6dFpgR4BdcP